# Chave virtual
A chave virtual é um sistema de segurança eletrônica desenvolvido originalmente por alunos da Escola Técnica Estadual Henrique Lage no Rio de Janeiro por Isabelli Pinto Gomes e Christian Marques de Oliveira. O projeto ganhou diversos prêmios incluindo internacionais como a Feira Internacional de Ciências e Engenharia (Intel ISEF) no Arizona. Muitas vezes o invento é usado em portas, carros, cofres e em caixas eletrônicos.